# High Bridge, Lincoln
High Bridge, znan tudi kot Glory Hole ('luknja slave'), vodi High Street čez reko Witham v mestu Lincoln v vzhodni Angliji. Je najstarejši most v Združenem kraljestvu, na katerem še vedno stojijo stavbe.

## Zgodovina
Most je bil zgrajen okoli leta 1160. Rebra prvotnega mostu so preživela, zaradi česar je morda drugi najstarejši zidani ločni most v Združenem kraljestvu in zagotovo najstarejši z nedotaknjenimi stavbami na njem. Cerkve in druge cerkvene stavbe niso bile neobičajne na srednjeveških mostovih ali v njihovi bližini, vendar je High Bridge nenavaden, saj nosi posvetne stavbe.
Trenutna vrsta trgovin v polleseni izvedbi na zahodni strani mostu je iz leta 1550. Stokes Tea & Coffee so skrbniki stavbe od leta 1937. Dve zgornji nadstropji trgovin sta nagnjeni naprej in na vogalih so izrezljane figure angelov. Trgovine so bile delno razstavljene in ponovno postavljene v letih 1901–02 pod nadzorom arhitekta iz Lincolna Williama Watkinsa.
Takšni mostovi so bili običajni v srednjem veku, najbolj znan je bil prvotni Londonski most, vendar je večina že zdavnaj porušenih, ker so ovirali rečni tok in ladijski promet.
Glory Hole je ime, ki so ga generacije čolnarjev dale High Bridgeu v Lincolnu. Lokalno se izraz razširi na steze za pešce, ki vodijo do mostu, od katerih nekatere stojijo na originalnih lesenih konstrukcijah. Struktura ima ozek in ukrivljen lok, ki omejuje velikost čolnov, ki uporabljajo reko Witham in gredo od Brayford Poola, na začetku Foss Dyke, do Bostona in morja.
Od 14. stoletja je most prispeval k poplavam v Lincolnu in po vsakem močnejšem deževju most praktično ni bil ploven za čolne, kar je morda razlog, zakaj je dobil to ime. Zasnova Williama Jessopa v 19. stoletju za preusmeritev voda Withama skozi južno mesto ni bila nikoli izvedena.
Most je hkrati zavarovana stavba I. stopnje in načrtovan spomenik.
Stoletja je bila glavna prometnica skozi Lincoln High Street in ves promet je moral prečkati High Bridge. Leta 1971 je bila zgrajena obvoznica, ki je promet umaknila iz središča mesta, High Street, vključno z mostom, pa je postala pešce.

## Oblikovanje
Most ima en lok z razponom približno 6,7 metra iz klesanega kamna. Najstarejši del je središče, ki je bilo prvotno dolgo približno 10 m. Izdelan je bil iz petih banjasto obokanih reber, od katerih so bila tri notranja rebra široka 0,91 m, dve na zunanji strani pa 1,2 m. Most je bil približno leta 1235 podaljšan za 8,5 m v dolvodni smeri, da bi namestili mostno kapelo. Prizidek je bil podprt s štiridelnim obokom. V nekem trenutku po tem sta bili dve srednji rebri pod prvotnim mostom in nekaj obokov, ki povezujejo prvotni del s podaljškom, odstranjeni in nadomeščeni z opeko, očitno zato, da bi bil lok plitvejši na ravni ceste. Nadaljnji podaljšek 6,1 m je bil dodan na zgornjem delu v 1540-ih. To je bil bolj raven lok brez obokov in je bil zasnovan za podporo stavb. Leta 1762 so na dolvodno stran dodali še majhen prizidek, tako da je most imel skupno dolžino 27 m.
Mostna kapela, zgrajena na mostu leta 1235, je zaradi angleške reformacije leta 1549 propadla. Porušili so jo leta 1762 in na njenem mestu postavili kamnit obelisk kot vodnjak. Obelisk so leta 1939 odstranili, ker je oviral promet čez most.